# Andrea Saldaña
Andrea Saldaña Rivera (San Luis Potosí, 12 de septiembre de 1944) es una escritora mexicana. Es egresada de la carrera de Enfermera en Salud Pública, estudió en la Facultad de Enfermería de la Universidad Autónoma de San Luis Potosí. Directora del Instituto de las Mujeres, S. L. P. Oct 2013 a sept 2015, fue Consultora del Centro de Evaluación de CONOCER en S. L. P.  Articulista para varias Revistas en México. y Titular del programa Mujeres de Hoy en Radio Claret América de Chicago, Illinois en internet www.radioclaretamerica.com...

## Biografía
Hija de Román Saldaña Martínez y Esther Rivera Muñoz, nació en Cerritos, S. L. P. México. Es la mayor de los 6 hijos del matrimonio. Cursó sus estudios de Primaria en la Centenaria Escuela Primaria “Marcos Vives” y la Secundaria en la Particular del Magisterio Número 7 en Cerritos, S. L. P.  A partir de 1960 se traslada a la ciudad capital de San Luis Potosí donde cursa el programa vigente de Enfermería en la hoy Facultad de Enfermería de la Universidad Autónoma de San Luis Potosí. Al igual que muchos/as estudiantes fue integrante en el Movimiento Navista por la democracia y en huelgas estudiantiles que buscaban beneficios para los pacientes que se atendían en el Hospital Central “Dr. Ignacio Morones Prieto”. Un año después de titularse, en 1964, en México, D. F. estudia la especialidad de Salud Pública en la institución denominada entonces Facultad de Ciencias Sanitario Asistenciales, hoy Instituto Nacional de Salud Pública cuya especialidad no solo marcó su vida profesional sino que también inspiró algunos de los temas que abordó en sus obras literarias. Se desempeñó en el ámbito académico, en organizaciones civiles y en instituciones del sector salud, derechos humanos y de mujeres. En el ejercicio de su profesión trabajó como enfermera en hospitales, Centros de Salud y posteriormente en organizaciones civiles. El ascenso fue una constante en su vida,  ocupó los cargos de Supervisora, Subjefe de enfermeras, Coordinadora Estatal de Medicina Preventiva y salud pública, fue Coordinadora y Directora en el nivel nacional e Internacional en asociaciones del campo de la salud y los derechos sexuales y reproductivos. 
Desde muy joven estuvo afiliada como activista social en la Asociación Mexicana de Enfermeras de la Acción Católica (AMEAC), en los Colegios Estatal y Nacional de Enfermería, en las Damas Voluntarias del Instituto Mexicano del Seguro Social, además de ser integrante desempeñó varios cargos en la Sociedad y el Colegio de Salud Pública de San Luis Potosí, en la Sociedad Mexicana de Salud Pública, A. C., en el Comité Promotor por una Maternidad sin Riesgos en México y en el Observatorio Ciudadano de Mortalidad Materna en San Luis Potosí.  Fue fundadora del Gabinete de Enfermeras y Centros de Orientación, A. C.  a nivel estatal y de Ipas México, A. C. a nivel nacional. Fue Dictaminadora para los proyectos de Co-Inversión Social de Sedesol e integrante de Jurados para diversos eventos organizados por la Secretaria de Educación para el Gobierno del Estado y el Instituto de las Mujeres, ambos en San Luis Potosí, en esta última dependencia colaboró con varios proyectos encaminados al impulso de la prevención de embarazo en adolescentes, investigaciones de muerte materna y de violencia familiar e institucional. De 1994 a 2000, en dos periodos consecutivos, fue nombrada y ratificada como Consejera de la Comisión Estatal de Derechos Humanos en San Luis Potosí, en el año 2009 se desempeña algunos meses como Coordinadora de la Fundación Filantrópica Rotarios San Luis, en el año 2013 es invitada por el Gobernador Constitucional del estado de San Luis Potosí, Dr. Fernando Toranzo Fernández para ocupar en su administración el cargo como Directora General del Instituto de las Mujeres en el estado de San Luis Potosí. Sus constantes viajes de trabajo y diferencias la llevan en las dos ocasiones a dar por terminadas las relaciones de pareja, procreó dos hijas y un hijo: Esther, Erika y Eduardo.
Desde su infancia tuvo inclinación hacia la poesía, fue siempre una lectora ávida que gustaba de todos los géneros literarios, dedicaba parte de su tiempo a escribir poemas.  Desde 1975 empezó a publicar ensayos, resultados de investigaciones así como otras comunicaciones sobre la salud, los derechos de las mujeres y las adolescentes, trabajos de su autoría o en grupo. En 1980 publica dos cuadernillos con poesías, éstas y textos en prosa empiezan a circular en Revistas y en secciones de suplementos culturales en periódicos de varios estados con el apoyo de escritoras/es como Juana Meléndez, Inés Arredondo, Roberto Bravo, Gerardo Ventura y editores de algunos periódicos, en los primeros años firma sus textos con el nombre de Esther Landívar, pseudónimo que adopta temporalmente hasta firmar con su nombre. Desde 1983 asiste al Taller literario de la Casa de la Cultura coordinado por el escritor Roberto Bravo donde adquiere el oficio y disciplina, al mismo tiempo incursiona en otros géneros y participa como integrante y Presidenta de la Bohemia Potosina que agrupaba hombres y mujeres dedicados a las artes plásticas y a la literatura. En 1984 obtiene el Primer lugar en el Certamen Nacional de Poesía de Celaya, Gto. el primero de los reconocimientos por su labor literaria.
Desde 1986 trabajó para una Organización Internacional, viajó por todo México y de América Latina por Brasil, Perú, Colombia, Cuba, Nicaragua, Guatemala, Paraguay y Bolivia. Asistió a clases de teatro solo para constatar que esta actividad no era para ella, pasó varios años como integrante del Taller de Oralidad Artística y cuentería de la U.A.S.L.P. y del Taller Literario del Museo de Othón, ambos a cargo de la Maestra y escritora Ana Newman bajo cuya dirección participó en presentaciones de oralidad y lectura y de sus obras. Sus cualidades y talento como narradora provocaban sentimientos encontrados, que sus palabras tocaban las fibras de quienes la escuchaban reconociendo en sus palabras y en las situaciones que recreaba vivencias propias o ajenas. Andrea escribió sobre temas tan sencillos y cotidianos como la vida, el amor y la muerte, sus personajes se parecen tanto a la realidad, en especial, resaltaba las similitudes de las situaciones en los más variados contextos y épocas.
Uno de sus primeros cuentos lo escribió para participar en un concurso organizado por el Instituto Mexicano del Seguro Social, lo tituló "Entre las amoenas". En el texto combina el paisaje bucólico de la huasteca potosina que pareciera reflejar pasajes autobiográficos, siempre comentó que buscaba incitar al compromiso y participación de quienes trabajan para mejorar la salud. En aquella zona tan rica en recursos naturales y en contrastes, combina una historia de amor, erotismo y pasión con un lenguaje directo no exento de poesía y recursos propios de ésta, el final en este y en casi todos sus cuentos cumple por lo imprevisto. Este sería uno de sus textos más publicados, leídos o contados, a veces por la misma autora en sus presentaciones a petición de las/los asistentes o en el internet a través de la liga http://www.youtube.com/watch?v=9v06Svdvkac . Ese mismo texto se encuentra en la selección de obras incluidas en un audio de textos y poemas. Cuatro de sus poemas han sido musicalizados por el cantautor José Antonio Parga, el mismo las interpreta y en una versión similar otras dos cantantes mujeres las han interpretado, su hija Erika Bernal Saldaña,  liga http://www.youtube.com/watch?v=Hjbhl083sec y Elisa Pérez Meza, cantante sinaloense de trayectoria internacional quien la estrenó en un Día del amor y la amistad del año del 2012, en su Casa Museo de los Pérez Meza en Mazatlán, Sin. 
El proceso de cuidado y agonía de sus padres y una tía fueron experiencias dolorosas que trasmitió en textos casi epistolares en los que pueden reconocerse las etapas de las crisis y demás vivencias de momentos tan comunes a los seres humanos, quedaron incluidos en dos de sus libros "Cuentos de Género...sidad" en el que su propuesta literaria acota el término que ha sido motivo de estudio compartido por varios años al considerarlo elemento imprescindible para que mejoren las relaciones entre las mujeres y los hombres , en especial para que ellas vivan libres de violencia, llamado que ha marcado su vida, sus acciones y compromiso. El otro libro que contiene varias de sus propuestas literarias es “Naina Choquehuanca” Sus obras han sido presentadas en foros académicos y literarios, en la FIL de Guadalajara, en la Feria del Libro en los estados de Aguascalientes, San Luis Potosí, Tabasco, Campeche, Querétaro, Guanajuato, Zacatecas, en el Centro Médico Nacional Siglo XXI, en el Instituto Nacional de Perinatología, en el Instituto Nacional de Salud Pública, en el Consulado de Houston, Tex. en E.U.A. entre otros. Han sido sus lectores/as y comentaristas Beatriz Sheridan, Carlos Bracho, Dionisio Morales, Ana Neumann, Juana Meléndez, Raffaela Schiavon, Olimpia Badillo, y muchos otros/as.

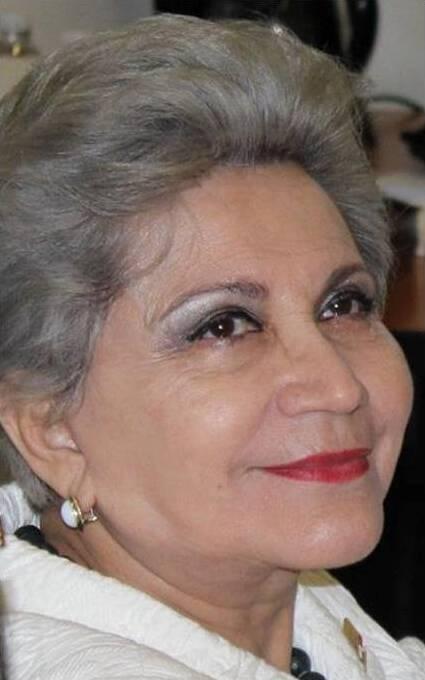
Andrea Saldaña Rivera

## Formación
Enfermera con Especialidad Salud Pública.  Idiomas, español, Inglés, Portugués. Más de 70 cursos, talleres y diplomados en: Docencia, Desarrollo Directivo, Curriculas para cursos en adolescentes,  Administración y Gerencia, Supervisión, Didáctica , Investigación, Fiebre Reumática, Diabetes,  Planificación Familiar, Medicina del trabajo con enfoque de género, Salud Mental, Género y Medio ambiente, Desarrollo Directivo, Liderazgo y Género, Finanzas, Calidad Clase Mundial, Sexualidad, Democracia y sufragio, Microempresas, Evaluación de proyectos, Salud Reproductiva, Derechos Humanos, Bioética, El derecho a morir con dignidad, Coaching, Armonización Legislativa, Encuentro Internacional de Estadísticas, Democracia, Interculturalidad, Banco Nacional de datos e información de casos de mujeres víctimas de violencia (BANAVIM)  y Talleres Literarios, entre otros.

## Instituciones donde adquirió su formación
Facultad de Enfermería, U.A.SL.P., Instituto de Ciencias Sanitario Asistenciales SSA D.F., Tecnológico de Monterrey, Campus S.L.P., Centro Latinoamericano Tecnología Educativa D.F., Secretaría del Trabajo, D.F., I.M.S.S. , estatal y nacional, Facultad de Medicina, U.A.S.L.P., CONAPO D. F.  CARA, A.C. D.F., Cecadec,  A. C.  Ags ,  Rostros y Voces, A. C. Qualymed, A. C., GIRE, A. C. D.F. Instituto Superior de Educación Sexual, A. C. Ags. CEDPA, Washington, D.C. U.S.A., AMES, A. C. D. F. , Instituto Federal Electoral , Ags. Trickle-Up, New, York, USA, Ipas, North Carolina, U.S. A., Universidad Massachusetts, U.S.A. Instituto Nacional de Salud Pública, Morelos, México, Population Council, Hgo. Inmujeres, Indesol, Instituto de las Mujeres de los estados de Nuevo León, Aguascalientes, Veracruz

## Lugares donde trabajo
Hospital Materno-Infantil SSA, Centro de Salud, S. L. P. , Distrito de Salud SSA Cd. Valles y capital de S.L.P. en los Servicios Estatales Salud, en Sinaloa en los Servicios de salud,  Hospital Regional ISSSTE SLP, Hospital 20 de Noviembre ISSSTE D.F., Guardería y Hospital Azcapotzalco PEMEX, D.F., Programa de Tuberculosis en los Servicios de Salud del D.F., IMSS, Clínica 24 y 67 en D.F. Clínica 45 y HGZ 1 del IMSS en S.L.P. , Hosp. Enfermedades del Tórax, IMSS, Hospital Gineco 2, C.M.N., Delegación Estatal IMSS, S.L.P., Facultad de Enfermería de la U.A.S.L.P. , Escuela de Enfermería de la Cruz Roja,  Ipas, U. S. A. e Ipas México, A. C.  Fundación Rotaria San Luis, A. C. Instituto de las Mujeres del estado de San Luis Potosí.

## Nombramientos o cargos desempeñados
Enfermera General, Enfermera sanitarista,  Supervisora de enfermería de Hospitales, Supervisora Delegacional de Enfermería, Jefe Estatal de Enfermería, por elección Secretaria de Conflictos en la V Sección del SNTSS, Coordinadora Comité Infecciones Nosocomiales, Coordinadora Grupo Nacional contra la Tuberculosis, Subjefe Enfermería Hospital C.M.N. IMSS, Docente investigadora de Enfermería de pre y posgrado, Coordinadora Delegacional de Enfermería., Fundadora y Presidente Honoraria del Gabinete de Enfermeras y Centros de Orientación, A. C. (1985-a la fecha), Coordinadora Honoraria para las Microempresas Trickle-Up,  Coordinadora y luego Directora Nacional de Ipas México, A. C., (1986-2000) Integrante Consejo Directivo de Escuela Parteras CASA, A. C. , Capacitadora en Ipas U. S. A. para México y América Latina, Consejera Honoraria de la CEDH S.L.P. por 8 años, Integrante del Comité Promotor por una Maternidad Segura en México (1993-a la fecha), Coordinadora de Proyectos Fundación Filantrópica Rotarios San Luis, Coordinadora General Honoraria del Observatorio Ciudadano S. L. P. creación de la pag web www.ocmmslp.org a la fecha con más de dos millones de visitantes, Integrante Honoraria del Comité de Bioética del Hospital de Soledad, SSA, Ejercicio privado como Capacitadora,  Conferencista y Asesora para Investigaciones relacionadas con género, salud reproductiva de las mujeres, derechos humanos, Coaching, Investigación sobre el Programa de Brigadas y liderazgo en coordinación con profesionales del Colegio del Estado de México, otras investigaciones con el Population Council, el Comité Promotor por una Maternidad sin Riesgos, el Instituto Nacional de Salud Pública, la Secretaria de Salud y de Ipas México. El trabajo lo ha realizado en la mayoría de los estados de México, en países como Bolivia, Brasil, Colombia, Cuba, Guatemala, Nicaragua, Paraguay, Perú y como Directora General del Instituto de las Mujeres en el estado de San Luis Potosí, de octubre de 2013 a septiembre del 2015. De 2016 a la fecha participa como Consultora del Centro de Evaluación de CONOCER en S. L. P.  Articulista para las páginas Mujeresdehoy.mx y Revistas Literarias de México. Titular del programa radiofónico Mujeres de Hoy para Radio Claret América desde el año 2016. 

## Investigaciones realizadas
- 1. Modelos de atención postaborto, para varias instituciones en coordinación con Ipas y la SSA.
- 2. Investigación para documentar la estrategia Puestos para embarazadas, Investigación de Muerte Materna y Encuesta a proveedores salud capacitados en atención de embarazadas víctimas de violencia con el Comité Promotor por una Maternidad Segura en México y el Instituto Nacional de Salud Pública.
- 3. Asesoría en la investigación  “Abuso Sexual y Violación; Encuentro entre Victimas y Servicios”   con Ipas México y una investigadora de la UNAM.
- 4. Encuesta sobre Actitudes de Prestadores salud ante la Interrupción Legal del Embarazo con Ipas México y la SSA.
- 5. Resultados de capacitación a Parteras tradicionales de Morelos con Ipas México y la SSA.
- 6. Evaluación de la Currícula para Adolescentes con la Fundación Rostros y Voces y la Universidad de Brandeis USA.
- 7. Asesoría en la Evaluación de la Estrategia Brigadas móviles con el Colegio Mexiquense, A.C.
- 8. Asesoría en la Encuesta para determinar Satisfacción por la calidad de atención en los servicios salud a mujeres embarazadas, con el Observatorio Ciudadano de Mortalidad Materna en San Luis Potosí y Nueva Luna , A. C.
- 9. Investigación de Muerte Materna Directa, Indirecta y Otras en el Municipio de San Luis Potosí y la Microrregión Huasteca Centro. 2014. Coautoría.
- 10. Encuesta sobre Conocimiento, Práctica y Actitudes ante la ILE en Médicos Gineco-Obstetras de San Luis Potosí. 2015. Coautoría.
- 11. Encuesta sobre Conocimiento, Práctica y Actitudes ante la ILE en alumnas de enfermería de la U.A.S.L.P. 2015. Coautoría.

## Obra literaria
www.amazon.com/author/andresaldana
- 1. "Hasta su último día" Editorial Palibrio. Fecha: 15 de febrero de 2022 ISBN978-1-5065-4009-2 / 978-1-5065-4010-8
- 2. Una Luz En Mis Caminos: Autobiografía. Editorial Palibrio. Enero 2021 ISBN 978-1-5065-3595-1  / ISBN 978-1-5065-3596- 8
- 3. ¿Coincidencias o Diosidencias? Editorial Palibrio. Julio 2019 ISBN Tapa dura 978-1-5065-2967-7, Tapa Blanda 978-1-5065-2966-0, Libro Electrónico 978-1-5065-2965-3
- 4. + 50 Poemas de amor y erotismo. Editorial Palibrio 2019. ISBN  978-1-5065-2778-9
- 5. El erotismo y sus juegos. Selección de Obra Poética. Editorial Palibrio 2015. ISBN 978-1-5065-0821-4,
- 6. Claroscuros de la salud pública en México y otros países. Historias de vida. Editorial Edamex. 2012.
- 7. Youtube Videos Andrea Saldaña. http://www.youtube.com/channel/UC5NosXWyP-5XyhN-uwEAPrA?feature=mhee
- 8. Amores y otros cuentos de Genero…sidad. Editorial Palibrio. Enero de 2012.
- 9. ”Naina Choquehuanca y otros cuentos de genero…sidad”. Editorial Debajo del agua, enero de 2011. San Luis Potosí.
- 10. “Cuentos de Género…sidad”. Editorial Edamex, junio de 2008. México.
- 11. A contraluz. Cuento y poesía. Editorial Edamex. 2000 México.
- 12. Arquetipos de la Enfermería en México. Ensayo. Revista Perinatología y Reproducción Humana, enero-marzo de 2012; Volumen 26: Número 1 , pag51/56 Perinatol Reprod Hum 2012; 26 (1) http://new.medigraphic.com/cgi-bin/publicaciones.cgi?IDREVISTA=76
- 13. Un amor importante , Ventana Sanitarista. http://es.calameo.com/read/000776480713e35a5e181 pag 20 a 22 http://www.smsp.org.mx/ventana_18.html (enlace roto disponible en Internet Archive; véase el historial, la primera versión y la última). página 26 a 28
- 14. Saldaña Rivera Andrea. A contraluz. Cuento y poesía. Editorial Edamex. 2000 México.
- 15. Saldaña Andrea. “Cuentos de Género…sidad”. Editorial Edamex.  Junio de 2008. México.
- 16. Saldaña Andrea.- Cuentos Potosinos . Antología 2010.- Texto “La sentencia” Pag 373 a 378.  Ayuntamiento Municipal de S. L. P.
- 17. Saldaña Andrea.”Naina Choquehuanca cuento y audiovisual http://www.youtube.com/watch?v=UGzIn-L3UQI
- 18. Cuatro Canciones para vivir. Letra Andrea Saldaña,. Música José Antonio Parga, intérpretes Erika Bernal y José Antonio Parga. http://www.youtube.com/watch?v=Hjbhl083sec
- 19. Entre las amoenas.- Cuento y audiovisual http://www.youtube.com/watch?v=9v06Svdvkac
- 20. Mi amor. Cuento y coreografía http://www.youtube.com/watch?v=psHbKqNziOA
- 21. Mi amor. Cuento y coreografía http://www.youtube.com/watch?v=iu7_r-98J10
- 22. Observatorio Ciudadano de Mortalidad Materna en S. L. P. pag web www.ocmmslp.org
- 23. Cada Domingo. Cuento, narrado por su autora, video http://www.youtube.com/watch?v=xFZV-Ph4q_U&NR=1&feature=endscreen
- 24. Reflejos . Poesía Plaquette 1980. Pseudónimo Esther Landívar
- 25. Pensamientos de una Potosina. Poesía. 1982 Pseudónimo Esther Landívar

## Reconocimientos
- 1. Reconocimiento otorgado por el Congreso del estado de San Luis Potosí en 2016. por su trayectoria, impulso a la equidad de género e incidencia en Iniciativas.
- 2. Reconocimiento otorgado por el Colegio de Enfermería de San Luis Potosí, A. C. en 2014
- 3. Medalla Isabel Cendala y Gómez otorgada por el Consejo Nacional de Salubridad General México 2010.
- 4. Estatua Una Gran Mujer, Gobierno del estado S. L. P. 2009.
- 5. Medalla Mérito Sanitario Sociedad Mexicana de Salud Pública 2009
- 6. Medalla otorgada por la Asociación de Médicas Mexicanas en 2009.
- 7. 2.º Lugar en Convocatoria el Viejo y el Mar (cuento)Sria de Marina Armada de México. 2009.
- 8. Placa de Reconocimiento 10 años Comité Promotor por una Maternidad Segura en México 2003
- 9. Placa de Reconocimiento 20 años IMSS, 1996. San Luis Potosí, S. L. P.
- 10. Placa de Reconocimiento Ipas 1995.
- 11. Primer Lugar en el Certamen Nacional de Poesía en Celaya, Gto. 1986
- 12. Primer lugar en el Certamen Estatal de Literatura de la Secretaría del Trabajo y Previsión social. San Luis Potosí 1985
- 13. Mención Honorífica en el Concurso de Literatura para el IMSS, publicado en la Revista Solidaria. México, D.F.  1984

## Publicaciones
- 1. Segovia S. Saldaña A. y cols.  IMES . Diagnóstico de la Mortalidad Materna en la región huasteca en 2012 del estado de San Luís Potosí .2015.
- 2. Torres Ventura A. Segovia S. Dir. Saldaña A. y cols.  Asesoría. Trata de personas.Aproximación filosófica y su abordaje preventivo. IMES. 2015.
- 3. Saldaña R. Andrea. Arquetipos de la enfermería en México. Nursing archetypes in Mexico. Ensayo-Inv. Bibliográfica. Perinatol. Reprod. Hum. vol.26 no.1 México ene./mar. 2012
- 4. A lo largo del Camino.CPMSR IMES. Abril de 2005. MEXICO.
- 5. Saldaña A. Pacheco, M.E. González E.Pineda R..- “Atención Integral a personas que han sufrido Violencia Sexual” Propuesta Didáctica. CPMSRM. 2004
- 6. Saldaña A. Becerril M.L. Martínez Marcela.- “Violencia Sexual. Atención a Víctimas” CPMSRM. 2003.
- 7. Saldaña A. “Violencia IntraFamiliar en Mujeres Embarazadas: Pag. 227-233 de la publicación de Elu Ma. Del Carmen, Santos Elsa y cols.
- 8. Saldaña A. Ortiz J.D. Gómez F.J. - “Atención Postaborto. ¿Competencia de Enfermera Profesional en México?Rev. Enfermeras Vol. XXXVIII No. 3, México. 2001.
- 9. Saldaña A. Ortiz J.D. Gómez F.J. Provision of postabortion Care by Nurses in Mexico: Preliminary Results of a Pilot Project. Ipas. U. S. A. 2001.
- 10. Saldaña A. Ortiz J.D. Gómez F.J. Atención Postaborto prestada por Enfermeras en México: Resultados preliminares de un Proyecto Piloto. Ipas. México. 2001.
- 11. Elu, ma del C. Santos Elsa, col  Saldaña A. “Aproximaciones a la multicausalidad y al impacto de la mortalidad materna.un estudio cualitativo” Libro“ LUNA GOLPEADA.” ACASAC.MSR EN MEXICO Pag. 127-139. 2000.
- 12. Billings D.L. Castañeda X. Romero X. Blanco J. Saldaña A. Chambers,V. Voorduin P. Traditional Midwives and postabortion care services in Morelos, México. Postabortion Care. Lessons from Operations Research. Population Council pag. 159-177 , 1999.
- 13. Saldaña A. “Lo que no dicen los certificados de defunción. M. M. en San Luis Potosí” en el Libro “Una nueva mirada a la mortalidad materna en México. FNUAP.Population Council. MSRM Pag 95-107.1999.
- 14. 7. Greenslade y cols. Edición en español Saldaña A. y cols. Identificando la intersección: adolescencia, embarazo no deseado, VIH/SIDA y aborto en condiciones de riesgo. Temas en el tratamiento del aborto 4. Ipas. México. 1999.
- 15. Leñero, Elu y Fernández. Autores. coautor Saldaña A. “Puestos de Salud para Mujeres embarazadas.” CPMSR . 1998
- 16. Saldaña A. “Un enfoque en la calidad de la atención postaborto” MSR Morelos. UNICEF.FCI. MacArthur.MSR pag 193-204 1996.
- 17. Martínez Díaz M. Saldaña R. A. Y cols. “Mortalidad Materna en México: Identificación de factores asociados y de intervenciones con la aplicación del método de autopsias verbales. ” MSR SLP. CPMSR. México. 1996.
- 18. Chambers, V. Saldaña A. Resumen de experiencias programáticas con la atención postaborto en México. Ipas. Febrero de 1996.
- 19. Saldaña Andrea. Divulgación científica en Enfermería. Rev Col. Nal. Enfermería. Año XX, No. 4 de abril – junio 1974 Pag 20.

## Colaboraciones publicadas
- 1. Una Radio Binacional…Multinacional? Desde la 6.ª Circunscripción N.º 5. Publicado 24 de septiembre de 2022.
- 2. Abren en Consulados Ventanillas de Atención Integral a Pueblos Originarios e Indígenas en el Exterior. Desde la 6.ª Circunscripción N.º 7. Publicado 27 de octubre de 2022.
- 3. Nadia López García y Margarito Cuéllar, Divulgando la poesía fortalece contextos de migración y desplazamiento. Desde la 6.ª Circunscripción N.º 9 Publicado 26 de noviembre de 2022.
- 4. La niña de la montaña Rompiendo paradigmas. La trayectoria social y política de Eufrosina Cruz Mendoza. Desde la 6.ª Circunscripción No 10. Publicado 15 de diciembre de 2022.
- 5. Si no es el PAN ¿Quién? Si no es ahora ¿Cuándo? Desde la 6.ª Circunscripción No 11. Publicado 31 de diciembre de 2022.
- 6. Biden “Somos socios de verdad” Críticas amables en la Reunión Cumbre …Álgido tema. Desde la 6.ª Circunscripción No 12   Publicado 16 de enero de 2023.
- 7. No se puede extrapolar el éxito en las urnas y el voto del mexicano en el extranjero. Desde la 6.ª Circunscripción N.º 13 Publicado 6 de febrero de 2023.
- 8. El voto, un derecho y una obligación, incluye a residentes en el extranjero. Desde la 6.ª Circunscripción N.º 14 publicado 20 de febrero de 2023. [8]
- 9. Urge atender migrantes menores de edad no acompañados N.º 16, 20 de abril de 2023. [9]
- 10. Crisis migratoria. ¿Peligro u oportunidad?  No 17 , 13 de mayo de 2023. [10]
- 11. OMS Presenta Plan de acción para refugiados. N.º 18,  29 de mayo de 2023. [11]
- 12. El orgullo del migrante en la lírica mexicana. núm. 19 25 de junio de 2023. [12]
- 13. Migrantes Mexicanos en EUA Defendiendo los Derechos Humanos. Manuel Barbosa Cedillo. N.º 20 10 de julio de 2023. [13]
- 14. Muchos son los llamados, pero pocos, muy pocos los elegidos. N.º 21 del 24 de julio de 2023.[14]
- 15. La política de E. U. A. y México con el “ai se va” y el “…no pasa nada…” N.º 22 del 7 de agosto de 2023.[15]